# アルジェ県
アルジェ県 (アラビア語: ولاية الجزائر Wilāya Al Ǧazāʾir) は、アルジェリアの県 (wilaya) であり、名称は県都で首都でもあるアルジェに因んでいる。これは、古いフランスのアルジェ地区がもとになっており、人口は約300万人である。

## 隣接する県
- ブメルデス県
- ブリダ県
- ティパザ県

## 行政区分
アルジェ県は、13の郡と57のコミューンへと分けられる。

### 郡

アルジェ県の13の郡

郡は、西から東に、公式に番号付けされている。
1. ゼラルダ郡
2. シェラガ郡
3. ドラリア郡
4. ビル・ムラッド・ライ郡
5. ビルトゥタ郡
6. ブザールアー郡
7. バブ・エル・ウエッド郡
8. シディ・マメ郡
9. フセイン・デイ郡
10. エル・ハラシュ郡
11. バラキ郡
12. ダル・エル・ベイダ郡
13. ルイバ郡

### コミューン
1. アルジェ・センター
2. アイン・ベニアン
3. アイン・タヤ
4. バブ・エル・ウエッド
5. バブ・エズアール
6. ババ・サン
7. バックジュラー
8. バラキ
9. ベンヌ・アクヌン
10. ビル・ムラッド・ライ
11. ビルハデム
12. ビルトゥタ
13. ボローイーヌ
14. ボルジ・エル・バハリ
15. ボルジ・エル・キファン
16. ブルバ
17. ブーザレアー
18. ベニ・メスー
19. カスバ
20. シェラガ
21. ダル・エル・ベイダ
22. ドゥエラ
23. ドラリア
24. ドリー・イブイム
25. エル・アシュール
26. エル・ビアール
27. エル・ハラシュ
28. エル・マダニア
29. エル・マガリア
30. エル・マルサ
31. エル・ムラディア
32. ドジャアー・カサンティナ
33. ラウア
34. ハンマメット
35. フセイン・デイ
36. イドラ
37. ケレーシア
38. クバ
39. レ・ズュカリプテュス
40. マエールマ
41. モハメド・ベルーイドード
42. モハメディア
43. ウエ・コリッシュ
44. ウエ・スマール
45. ウル・シュベル
46. ウル・ファイエ
47. ラエマニア
48. ライ・アミドゥ
49. レガイア
50. ルイバ
51. サウラ
52. シディ・マメ
53. シディ・ムサ
54. スイダニア
55. スタウエリ
56. テサラ・エル・メルジア
57. ゼラルダ